# Кисаи (княжество)

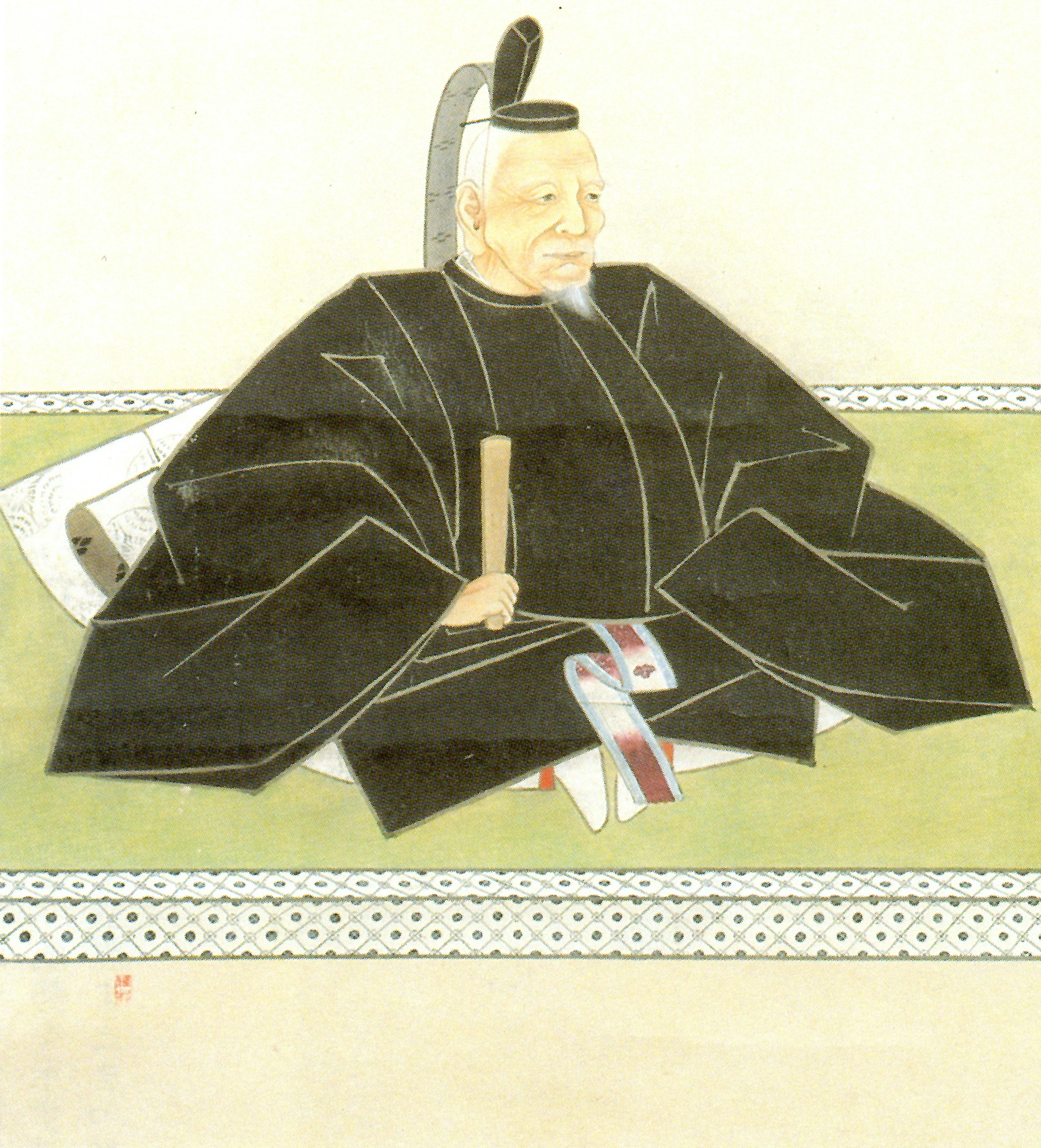
Мацудайра Ясусигэ

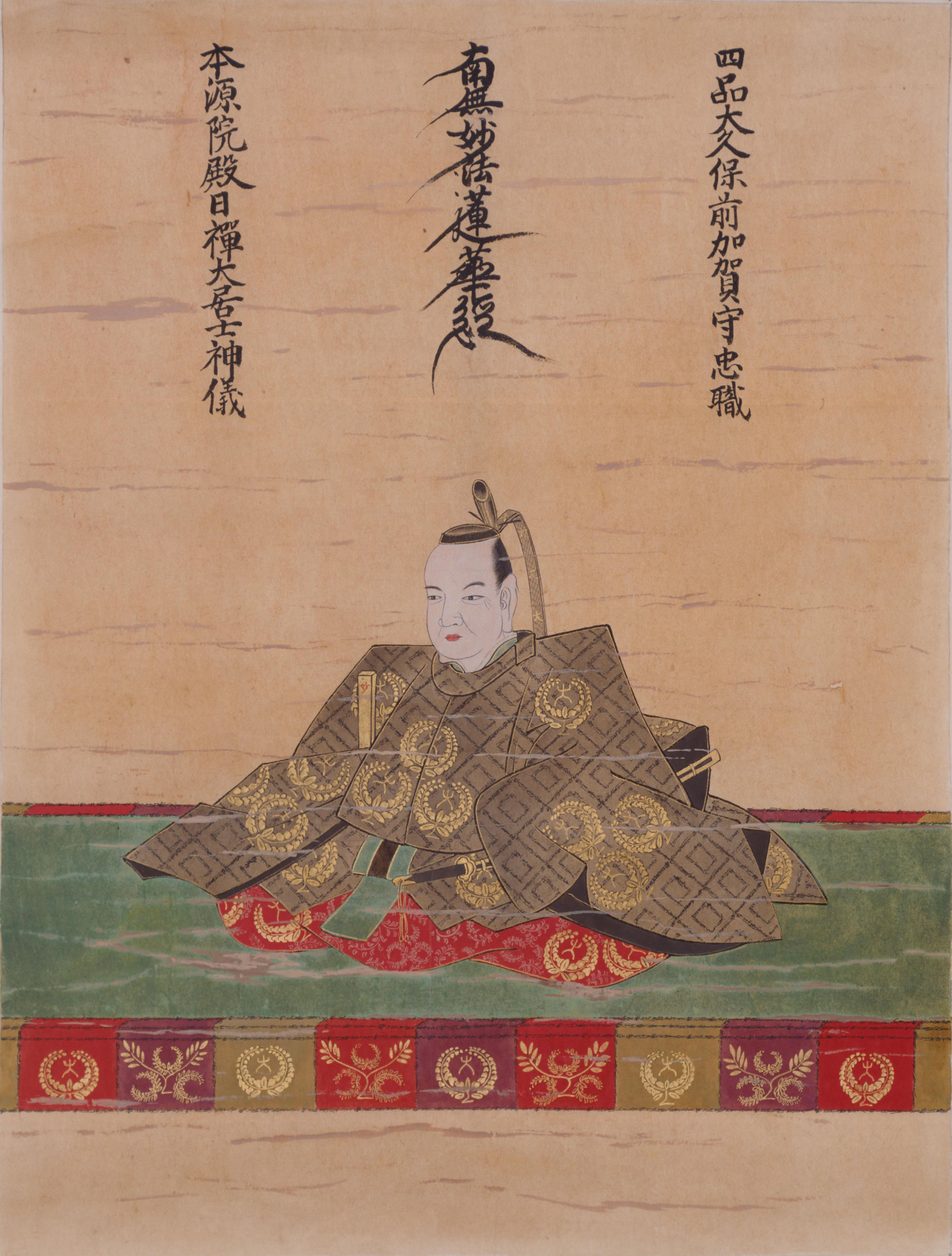
Окубо Тадамото

Княжество Кисаи (яп. 騎西藩 Кисаи-хан) — феодальное княжество (хан) в Японии периода Эдо (1590—1632). Кисаи-хан располагался в провинции Мусаси (современный город Кисаи, префектура Сайтама) на острове Хонсю.

## История
В 1590 году Токугава Иэясу, получивший во владение регион Канто, выделил во владение домен Кисаи (20 000 коку) Мацудайре Ясусигэ (1568—1640), главе ветви Мацуи-Мацудайра. В 1601 году Мацудайра Ясусигэ был переведен в Касама-хан в провинции Хитати.
В 1601 году новым правителем Кисаи-хана был назначен Окубо Тадацунэ (1580—1611), старший сын Окубо Тадатики (1553—1628), 2-го даймё Одавара-хана (1594—1614). В 1611 году после смерти Окубо Тадацунэ ему наследовал его старший сын, Окубо Тадамото (1604—1670). В 1632 году он был переведен в Кано-хан в провинции Мино. Территория княжества Кисаи была включена в состав Кавагоэ-хана.

## Список даймё
Род Мацудайра (ветвь Мацуи), (фудай, 20 000 коку)
- Мацудайра Ясусигэ (1568—1640)[1], 1-й даймё Кисаи-хана (1590—1601), старший сын Мацудайры (Мацуи) Ясутики (1521—1583), вассала Токугава Иэясу

 Род Окубо, (фудай, 20 000 коку)
- Окубо Тадацунэ (1580—1611), 1-й даймё Кисаи-хана (1601—1611), старший сын Окубо Тадатики
- Окубо Тадамото (1604—1670)[2], 2-й даймё (последний) Кисаи-хана (1611—1632), старший сын предыдущего.